# Razzie Award alla peggior coppia
Il Razzie Award alla peggior combinazione sullo schermo (Razzie Award for Worst Screen Combo), in precedenza Razzie Award alla peggior coppia (Razzie Award for Worst Screen Couple), è un premio annuale assegnato dai Golden Raspberry Awards alla peggior coppia o combinazione cinematografica dell'anno. Di seguito sono elencati i vari attori che sono stati nominati, e che hanno vinto in questa categoria. Il premio comprende coppie formate da attori dello stesso sesso o differente, da personalità ed altre interpretazioni in chiave umoristica.
Il premio è stato assegnato per la prima volta durante il 1994. Da quest'anno fino al 2009 la categoria è stata intitolata Peggior coppia sullo schermo. Nell'edizione 2010 il premio venne allargato anche al peggior cast, con la dizione Peggior coppia/cast sullo schermo. Nelle edizioni 2011-2012 il premio è stato diviso nelle due categorie Peggior coppia e Peggior cast, per poi confluire nuovamente in un unico premio con la dizione attuale Peggior combinazione sullo schermo. 
Le uniche coppie italiane nominate per il premio sono state Roberto Benigni in coppia con Nicoletta Braschi per Pinocchio (2002) e Madonna in coppia con Adriano Giannini per Travolti dal destino (2002). Madonna e Giannini si sono aggiudicati il premio del 2002.

## Edizioni

### 1990
- 1994
  - Sylvester Stallone e Sharon Stone per Lo specialista (The Specialist)
- 1994
  - Tom Cruise e Brad Pitt per Intervista col vampiro (Interview with the Vampire)
  - Dan Aykroyd e Rosie O'Donnell - Exit to Eden
  - Kevin Costner e "una qualsiasi delle sue tre mogli" (Annabeth Gish, Joanna Going e Mare Winningham) - Wyatt Earp
  - Il cast completo in qualsiasi combinazione possibile di due persone - Il colore della notte (Color of Night)
- 1995
  - Il cast completo in qualsiasi combinazione possibile di due persone (o due parti del corpo) - Showgirls
  - William Baldwin e Cindy Crawford - Facile preda (Fair Game)
  - Tim Daly e Sean Young - Dr. Jekyll e Miss Hyde (Dr. Jekyll and Ms. Hyde)
  - Demi Moore e a scelta tra Robert Duvall oppure Gary Oldman - La lettera scarlatta (The Scarlet Letter)
  - Julia Sweeney e Dave Foley - It's Pat
- 1996
  - Demi Moore e Burt Reynolds - Striptease
  - Le esagerazioni impressionanti di Pamela Anderson - Barb Wire
  - Beavis e Butt-head - Beavis & Butt-Head alla conquista dell'America (Beavis and Butt-head Do America)
  - Marlon Brando e "quel maledetto nano" - L'isola perduta (The Island of Dr. Moreau)
  - Matt LeBlanc e la scimmia meccanica Ed - Ed - Un campione per amico (Ed)
- 1997
  - Jean-Claude Van Damme e Dennis Rodman - Double Team - Gioco di squadra (Double Team)
  - Sandra Bullock e Jason Patric - Speed 2 - Senza limiti (Speed 2: Cruise Control)
  - George Clooney e Chris O'Donnell - Batman & Robin
  - Steven Seagal e la sua chitarra - Fire Down Below - L'inferno sepolto (Fire Down Below)
  - Jon Voight e l'anaconda animatronica - Anaconda
- 1998
  - Leonardo DiCaprio e Leonardo DiCaprio (nella parte dei fratelli gemelli) - La maschera di ferro (The Man in the Iron Mask)
  - Ben Affleck e Liv Tyler - Armageddon - Giudizio finale (Armageddon)
  - Il cast completo in qualsiasi combinazione possibile di due personaggi, parti del corpo o accessori di moda - Spice Girls - Il film (Spice World)
  - Il cast completo in qualsiasi combinazione possibile di due persone che interpretano sé stesse - Hollywood brucia (An Alan Smithee Film: Burn Hollywood Burn)
  - Ralph Fiennes e Uma Thurman - The Avengers - Agenti speciali (The Avengers)
- 1999
  - Kevin Kline e Will Smith - Wild Wild West
  - Pierce Brosnan e Denise Richards - Agente 007 - Il mondo non basta (The World Is Not Enough)
  - Sean Connery e Catherine Zeta-Jones - Entrapment
  - Jake Lloyd e Natalie Portman - Star Wars: Episodio I - La minaccia fantasma (Star Wars Episode I: The Phantom Menace)
  - Lili Taylor e Catherine Zeta-Jones - Haunting - Presenze (The Haunting)

### 2000
- 2000
  - John Travolta e chiunque condivida lo schermo con lui - Battaglia per la Terra (Battlefield Earth: A Saga of the Year 3000)
  - Due attori qualsiasi - Il libro segreto delle streghe - Blair Witch 2 (Book of Shadows: Blair Witch 2)
  - Richard Gere e Winona Ryder - Autumn in New York (Autumn in New York)
  - Madonna e a scelta tra Rupert Everett o Benjamin Bratt - Sai che c'è di nuovo? (The Next Best Thing)
  - Arnold Schwarzenegger (Adam Gibson) e Arnold Schwarzenegger (il clone di Adam Gibson) - Il sesto giorno (The 6th Day)
- 2001
  - Tom Green e qualsiasi animale di cui abbia abusato - Freddy Got Fingered (Freddy Got Fingered)
  - Ben Affleck e a scelta tra Kate Beckinsale o Josh Hartnett - Pearl Harbor (Pearl Harbor)
  - Il balconcino di Mariah Carey - Glitter (Glitter)
  - Burt Reynolds e Sylvester Stallone - Driven
  - Kurt Russell e Kevin Costner o Courteney Cox - La rapina (3000 Miles to Graceland)
- 2002
  - Madonna e Adriano Giannini - Travolti dal destino (Swept Away)
  - Roberto Benigni e Nicoletta Braschi - Pinocchio (Pinocchio)
  - Eddie Murphy e a scelta tra Robert De Niro - Showtime (Showtime), Owen Wilson - Le spie (I Spy) o il clone di sé stesso - Pluto Nash (The Adventures of Pluto Nash)
  - Britney Spears e Anson Mount - Crossroads - Le strade della vita (Crossroads)
- 2003
  - Ben Affleck e Jennifer Lopez - Amore estremo - Tough Love (Gigli)
  - Kelly Clarkson e Justin Guarini - From Justin to Kelly (From Justin to Kelly)
  - Ashton Kutcher e a scelta tra Brittany Murphy - Oggi sposi... niente sesso (Just Married) o Tara Reid - La figlia del mio capo (My Boss's Daughter)
  - Mike Myers e a scelta tra la Cosa uno o la Cosa due - Il gatto... e il cappello matto (The Cat in the Hat)
  - Eric Christian Olsen e Derek Richardson - Scemo & più scemo - Iniziò così... (Dumb and Dumberer: When Harry Met Lloyd)
- 2004
  - George W. Bush e a scelta tra Condoleezza Rice o la sua capretta - Fahrenheit 9/11 (Fahrenheit 9/11)
  - Ben Affleck e a scelta tra Jennifer Lopez o Liv Tyler - Jersey Girl (Jersey Girl)
  - Halle Berry e a scelta tra Benjamin Bratt o Sharon Stone - Catwoman (Catwoman)
  - Mary-Kate e Ashley Olsen - Una pazza giornata a New York (New York Minute)
  - Shawn e Marlon Wayans (al naturale o vestiti da donna) - White Chicks (White Chicks)
- 2005
  - Nicole Kidman e Will Ferrell - Vita da strega (Bewitched)
  - Jamie Kennedy e chiunque abbia recitato con lui - The Mask 2 (Son of the Mask)
  - Jenny McCarthy e chiunque sia abbastanza stupido per uscire o fare amicizia con lei - Dirty Love - Tutti pazzi per Jenny (Dirty Love)
  - Rob Schneider e i suoi pannolini - Deuce Bigalow - Puttano in saldo (Deuce Bigalow: European Gigolo)
  - Jessica Simpson e le sue "Daisy Duke" - Hazzard (The Dukes of Hazzard)
- 2006
  - Shawn Wayans e a scelta tra Kerry Washington o Marlon Wayans - Quel nano infame (Little Man)
  - Tim Allen e Martin Short - Santa Clause è nei guai (The Santa Clause 3: The Escape Clause)
  - Nicolas Cage e il suo costume da orso - Il prescelto (The Wicker Man)
  - Hilary e Haylie Duff - Material Girls (Material Girls)
  - I seni sbilenchi di Sharon Stone - Basic Instinct 2 (Basic Instinct 2)
- 2007
  - Lindsay Lohan e Lindsay Lohan (nella parte delle sorelle gemelle) - Il nome del mio assassino (I Know Who Killed Me)
  - Jessica Alba e a scelta tra Hayden Christensen - Awake - Anestesia cosciente (Awake), Dane Cook - Tutte pazze per Charlie (Good Luck Chuck) o Ioan Gruffudd - I Fantastici 4 e Silver Surfer (Fantastic Four: Rise of the Silver Surfer)
  - Qualsiasi combinazione possibile di due personaggi - Bratz: The Movie (Bratz: The Movie)
  - Eddie Murphy (Norbit) e a scelta tra Eddie Murphy (Mr. Wong) o Eddie Murphy (Rasputia) - Norbit (Norbit)
  - Adam Sandler e a scelta tra Kevin James o Jessica Biel - Io vi dichiaro marito e... marito (I Now Pronounce You Chuck and Larry)
- 2008
  - Paris Hilton e a scelta tra Christine Lakin o Joel David Moore - The Hottie and the Nottie (The Hottie and the Nottie)
  - Uwe Boll e "qualsiasi attore, telecamera o sceneggiatura"
  - Cameron Diaz e Ashton Kutcher - Notte brava a Las Vegas (What Happens in Vegas)
  - Larry the Cable Guy e Jenny McCarthy - Witless Protection (Witless Protection)
  - Eddie Murphy dentro Eddie Murphy - Piacere Dave (Meet Dave)
- 2009
  - Sandra Bullock e Bradley Cooper - A proposito di Steve (All About Steve)
  - Due a scelta (o più) tra i Jonas Brothers - Jonas Brothers: The 3D Concert Experience (Jonas Brothers: The 3D Concert Experience)
  - Will Ferrell e qualsiasi co-protagonista, creatura o "comic riff" - Land of the Lost (Land of the Lost)
  - Shia LaBeouf e a scelta tra Megan Fox o qualsiasi Transformer - Transformers - La vendetta del caduto (Transformers: Revenge of the Fallen)
  - Kristen Stewart e a scelta tra Taylor Lautner o Robert Pattinson - The Twilight Saga: New Moon (The Twilight Saga: New Moon)

### 2010
- 2010
  - L'intero cast - Sex and the City 2 (Sex and the City 2)
  - Jennifer Aniston e Gerard Butler - Il cacciatore di ex (The Bounty Hunter)
  - La faccia di Josh Brolin e l'accento di Megan Fox - Jonah Hex (Jonah Hex)
  - L'intero cast - L'ultimo dominatore dell'aria (The Last Airbender)
  - L'intero cast - The Twilight Saga: Eclipse (The Twilight Saga: Eclipse)
- 2011
  - Adam Sandler e a scelta tra Katie Holmes, Al Pacino o Adam Sandler – Jack e Jill (Jack and Jill)
  - Nicolas Cage e chiunque abbia condiviso con lui il set in uno dei suoi tre film del 2011 - Drive Angry (Drive Angry), L’ultimo dei Templari (Season of the Witch), Trespass (Trespass)
  - Shia LaBeouf e la modella di intimo (alias Rosie Huntington-Whiteley) – Transformers 3 (Transformers: Dark of the Moon)
  - Adam Sandler e a scelta tra Jennifer Aniston o Brooklyn Decker – Mia moglie per finta (Just Go with It)
  - Kristen Stewart e a scelta tra Taylor Lautner e Robert Pattinson – The Twilight Saga: Breaking Dawn - Parte 1 (The Twilight Saga: Breaking Dawn)
- 2011
  - L'intero cast di Jack e Jill (Jack and Jill)
  - L'intero cast di Bucky Larson: Born to Be a Star (Bucky Larson: Born to Be a Star)
  - L'intero cast di Capodanno a New York (New Year's Eve)
  - L'intero cast di Transformers 3 (Transformers: Dark of the Moon)
  - L'intero cast di The Twilight Saga: Breaking Dawn - Parte 1 (The Twilight Saga: Breaking Dawn)
- 2012
  - Mackenzie Foy e Taylor Lautner - The Twilight Saga: Breaking Dawn - Parte 2 (The Twilight Saga: Breaking Dawn – Part 2)
  - I membri del cast di Jersey Shore - I tre marmittoni (The Three Stooges)
  - Robert Pattinson e Kristen Stewart - The Twilight Saga: Breaking Dawn - Parte 2 (The Twilight Saga: Breaking Dawn – Part 2)
  - Tyler Perry e Tyler Perry - Madea - Protezione testimoni (Madea's Witness Protection)
  - Adam Sandler e Andy Samberg, Leighton Meester, Susan Sarandon - Indovina perché ti odio (That's My Boy)
- 2012
  - L'intero cast di The Twilight Saga: Breaking Dawn - Parte 2 (The Twilight Saga: Breaking Dawn – Part 2)
  - L'intero cast di Battleship (Battleship)
  - L'intero cast di The Oogieloves in Big Balloon Adventure (The Oogieloves in the Big Balloon Adventure)
  - L'intero cast di Indovina perché ti odio (That's My Boy)
  - L'intero cast di Madea's Witness Protection (Madea's Witness Protection)
- 2013
  - Jaden Smith e Will Smith - After Earth
  - L'intero cast di Un weekend da bamboccioni 2 (Grown Ups 2)
  - L'intero cast di Comic Movie (Movie 43)
  - Lindsay Lohan e Charlie Sheen - Scary Movie V
  - Tyler Perry e Larry the Cable Guy - A Madea Christmas
- 2014
  - Kirk Cameron ed il suo ego - Saving Christmas
  - Ogni coppia di robot e attori (o attori-robot) - Transformers 4 - L'era dell'estinzione (Transformers: Age of Extinction)
  - Cameron Diaz e Jason Segel - Sex Tape - Finiti in rete (Sex Tape)
  - Kellan Lutz assieme ai suoi addominali, pettorali e glutei - Hercules - La leggenda ha inizio (The Legend of Hercules)
  - Seth MacFarlane e Charlize Theron - Un milione di modi per morire nel West (A Million Ways to Die in the West)
- 2015
  - Jamie Dornan e Dakota Johnson - Cinquanta sfumature di grigio (Fifty Shades of Grey)
  - Tutti i "Fantastici" Quattro - Fantastic 4 - I Fantastici Quattro (Fantastic Four)
  - Johnny Depp ed i suoi baffi appiccicati con la colla - Mortdecai
  - Kevin James e la sua Segway (o i suoi baffi appiccicati con la colla) - Il superpoliziotto del supermercato 2 (Paul Blart: Mall Cop 2)
  - Adam Sandler ed ogni paio di scarpe da lui indossate - Mr Cobbler e la bottega magica (The Cobbler)
- 2016
  - Ben Affleck e Henry Cavill - Batman v Superman: Dawn of Justice
  - Qualsiasi coppia formata da dei egizi o mortali - Gods of Egypt
  - Johnny Depp ed il suo vomitoso vibrante costume - Alice attraverso lo specchio (Alice Through the Looking Glass)
  - L'intero cast di attori una volta rispettati - Collateral Beauty
  - Tyler Perry e la solita vecchia parrucca usurata - Boo! A Madea Halloween
  - Ben Stiller e Owen Wilson - Zoolander 2
- 2017
  - Due qualsiasi odiose emoji in Emoji - Accendi le emozioni (The Emoji Movie)
  - Qualsiasi combinazione tra due personaggi, due sex toys o due posizioni sessuali in Cinquanta sfumature di nero (Fifty Shades Darker)
  - Qualsiasi combinazione tra due umani, due robot o due esplosioni in Transformers - L'ultimo cavaliere (Transformers: The Last Knight)
  - Johnny Depp e la sua routine da ubriacone in Pirati dei Caraibi - La vendetta di Salazar (Pirates of the Caribbean: Dead Men Tell No Tales)
  - Tyler Perry e il suo vecchio logoro vestito o la sua consumata parrucca in Boo 2! A Madea Halloween
- 2018
  - Donald Trump e la sua costante meschinità in Death of a Nation: Can We Save America a Second Time? e Fahrenheit 11/9
  - Qualsiasi tra attori o pupazzi (specialmente nelle spaventose scene di sesso) in Pupazzi senza gloria (The Happytime Murders)
  - Johnny Depp e la sua carriera in discesa (doppiatore di cartoni!) in Sherlock Gnomes
  - Will Ferrell e John C. Reilly (che rovinano due dei personaggi più amati della letteratura) in Holmes & Watson
  - Kelly Preston e John Travolta in Gotti - Il primo padrino (Gotti)
- 2019
  - Qualsiasi palla di pelo di mezzi felini e mezzi umani in Cats
  - Jason Derulo ed il suo rigonfiamento dimezzato con la CGI in Cats
  - Tyler Perry e Tyler Perry in A Madea Family Funeral
  - Sylvester Stallone e la sua rabbia impotente in Rambo: Last Blood
  - John Travolta e qualsiasi sceneggiatura abbia accettato

### 2020
- 2020
  - Rudolph Giuliani e la sua cerniera in Borat - Seguito di film cinema (Borat Subsequent Moviefilm: Delivery of Prodigious Bribe to American Regime for Make Benefit Once Glorious Nation of Kazakhstan)
  - Robert Downey Jr. ed il suo accento "gallese" poco convincente in Dolittle
  - Harrison Ford e quel "cane" in CGI totalmente falso in Il richiamo della foresta (The Call of the Wild)
  - Lauren Lapkus e David Spade in La Missy sbagliata (The Wrong Missy)
  - Adam Sandler e la sua stridente voce da sempliciotto in Hubie Halloween
- 2021
  - LeBron James e tutti i personaggi animati con cui ha giocato a pallacanestro in Space Jam: New Legends (Space Jam: A New Legacy)
  - Qualsiasi membro del cast goffo e scarso nei numeri musicali in Diana
  - Jared Leto e la sua faccia in lattice da diciassette libbre, i suoi vestiti e il suo ridicolo accento in House of Gucci
  - Ben Platt e qualsiasi altro personaggio che si comporta come lui, cantando 24 ore su 24, 7 giorni su 7 in Caro Evan Hansen (Dear Evan Hansen)
  - Tom & Jerry nelle vesti di Itchy & Scratchy in Tom & Jerry
- 2022
  - Tom Hanks e la sua faccia in latex (col suo ridicolo accento) - Elvis
  - Machine Gun Kelly e Mod Sun in Good Mourning
  - Entrambi i personaggi della vita reale nella fallace scena della camera da letto della Casa Bianca in Blonde
  - Andrew Dominik e i suoi problemi con le donne in Blonde
  - I due sequel di 365 giorni (distribuiti entrambi nel 2022)
- 2023
  - Winnie the Pooh e Pimpi in Winnie-the-Pooh - Sangue e miele
  - Due qualsiasi degli investitori avidi di denaro che hanno donato 400 milioni di dollari per i diritti di remake in L'esorcista - Il credente
  - Due qualsiasi degli "spietati mercenari" in I mercenari 4 - Expendables
  - Ana de Armas e Chris Evans in Ghosted
  - Salma Hayek e Channing Tatum in Magic Mike - The Last Dance
- 2024
  - Joaquin Phoenix e Lady Gaga - Joker: Folie à Deux
  - Due qualsiasi degli odiosi personaggi - Borderlands
  - Due qualsiasi dei poco divertenti "attori comici" - Unfrosted - Storia di uno snack americano
  - L'intero cast - Megalopolis
  - Dennis Quaid e Penelope Ann Miller - Reagan